# Xã Marion, Quận Putnam, Indiana
Xã Marion (tiếng Anh: Marion Township) là một xã thuộc quận Putnam, tiểu bang Indiana, Hoa Kỳ. Năm 2010, dân số của xã này là 1.974 người.